# 侯文灿
侯文燦（?—?），字蔚鬷，號亦園。清代無錫人。
侯杲之子。建有“亦園”，家有昆曲戲班。康熙十三年词曲家万树常與文灿切磋词曲，合编《词律》一书。侯文灿的作品《十名家词》清代第一部词集。